# Cité de Perth
La Cité de Perth (City of Perth en anglais) est une zone d'administration locale au centre de l'agglomération de Perth en Australie-Occidentale. 
La zone est divisée en un certain nombre de quartiers:
- Perth
- East Perth
- Northbridge
- West Perth

La zone a 8 conseillers et n'est pas découpée en circonscriptions.